# Julius Albert

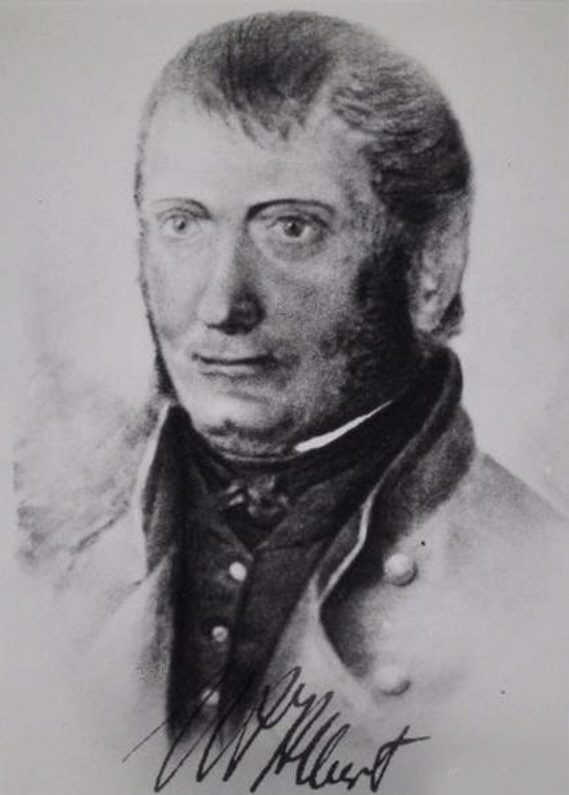
Julius Albert

Julius Albert oder Wilhelm Albert (vollständiger Name Wilhelm August Julius Albert; * 24. Januar 1787 in Hannover; † 4. Juli 1846 in Clausthal) war ein hannoverscher Jurist, Oberbergrat mit Obersten-Rang und Ingenieur. Der „Vater und Ordner des Harzes“ verhalf nicht zuletzt durch die Schaffung der „Tiefen Wasserstrecke“ dem Oberharzer Bergbau zu neuer Blüte und gilt zudem als der Erfinder des Drahtseils.

## Leben

### Familie
Wilhelm August Julius Albert „entstammte einer angesehenen Bürgerfamilie“: Er war Enkel des in Nordhausen tätigen Rektors Johann Friedrich Albert, zudem Sohn des Bürgermeisters der Neustadt zu Hannover, Johann August Julius Albert (1752–1815), und der Dorothee Elisabeth (1749–1815), Tochter des am Oberlandesgericht Celle beschäftigten Sekretärs Ohsen.

### Werdegang
Wilhelm August Julius Albert wurde 1787 zur Zeit des Kurfürstentums Hannover während der Personalunion zwischen Großbritannien und Hannover geboren. Aufgrund seiner musikalischen Begabung wollte Alberts Vater ihn ursprünglich zum Musiker ausbilden lassen, doch der Knabe zeigte andere Interessen. Zur sogenannten „Franzosenzeit“ ging er 1803 daher nach Göttingen, um an der dortigen Universität zunächst das Studium der Rechtswissenschaften zu beginnen, um dann ins Bergfach überzuwechseln. 1806 erhielt Albert seine erste Anstellung als Auditor bei den Berg- und Forstämtern der Harzer Bergstädte Clausthal und Zellerfeld. Ab 1808 war er als Bergschreiber tätig. 1809 berief ihn Antoine-Marie Héron de Villefosse zum Ingenieur en chef und Divisions-Secretär bei der Harz-Division. Zusammen mit Villefosse erarbeitete Albert die Beschreibung über den Mineralienreichtum des bergmännischen Harzes. 1814 wurde er zum Zehntner in Clausthal ernannt, 1817 erhielt er den Titel eines Bergrates verliehen und wurde Expedient der Berghauptmannschaft. Seit 1821 oblag ihm auch die Administration der Münze in Clausthal. 1825 wurde er Oberbergrat.
Ab 1832 gehörte Wilhelm Albert der Ständeversammlung des Königreichs Hannover an.
Nach dem Tod von Berghauptmann Friedrich Otto Burchard von Reden wurde Albert 1836 dessen Nachfolger und leitete damit das Berg-, Hütten- und Forstwesen auf dem größten Teil des Harzes. Die Ernennung zum Berghauptmann blieb Albert jedoch versagt, da er nicht dem Adel angehörte. Stattdessen verlieh man ihm in Anerkennung seiner Dienste den Titel „Oberbergrat mit Obersten-Rang“. 1841 wurde Albert zum außerordentlichen Mitglied des Staatsrates im Königreich Hannover berufen.
Während seiner Amtszeit förderte Albert die Berg- und Forstschule in Clausthal und das Knappschaftswesen auf dem Harz. Weiterhin führte er eine neue Feuerordnung ein. 1833 beauftragte Albert gemeinsam mit Berghauptmann von Reden den Berggeschworenen Georg Ludwig Dörell, ein vom Kunstjungen Lichtenberg konstruiertes Modell einer Fahrkunst im Spiegelthaler Hoffnungs-Richtschacht in der Praxis zu erproben. Nach dem erfolgreichen Versuch erfolgte der Einbau der Fahrkünste auf allen Oberharzer Bergwerken und wenig später fand die Harzer Fahrkunst in ganz Europa Verbreitung.
Die bislang verwendeten Förderketten rissen oft nach längerem Betrieb. Diese Erscheinung, die Materialermüdung, wurde damals mit der Schädigung durch Überlasten erklärt. Albert baute eine Maschine, welche eine Kette einer häufig wiederholten Belastung aussetzte. Er fand, dass neben der Last vor allem die Häufigkeit der Beanspruchung für die Ermüdung maßgebend ist. Mit Albert beginnt die systematische Erforschung der Schwingfestigkeit noch vor Wöhler.
1834 unternahm Albert mit Unterstützung des Pochsteigers Heinrich August Mummenthey auf dem Hof der Clausthaler Münze erste Versuche mit einem Seil aus geflochtenem Eisendraht, das die bis dahin im Bergbau gebräuchlichen Harzer Ketten und Hanfseile ersetzen sollte. Nach einer erfolgreichen Erprobung auf der Grube Caroline fand das „Albert-Geflecht“ schnell im in- und ausländischen Bergbau und auch darüber hinaus Verbreitung.
In der Nacht vom 15. bis 16. September 1844 wurde Clausthal durch eine Feuersbrunst heimgesucht. Albert wirkte in dieser Nacht persönlich bei der Bekämpfung des Feuers mit und erlitt wegen Überanstrengung einen gesundheitlichen Zusammenbruch. 22 Monate später starb er. Die Beisetzungsfeier erfolgte unter Anteilnahme der Oberharzer Bevölkerung in einem Festumzug mit Fackelträgern und den Würdenträgern der Stadt. Etwa 500 Bergleute mit ihrem Geleucht und Wald- und Hüttenarbeiter mit Fackeln standen dabei Spalier.

## Ehrungen
- Ritterkreuz des Guelphen-Ordens[3]

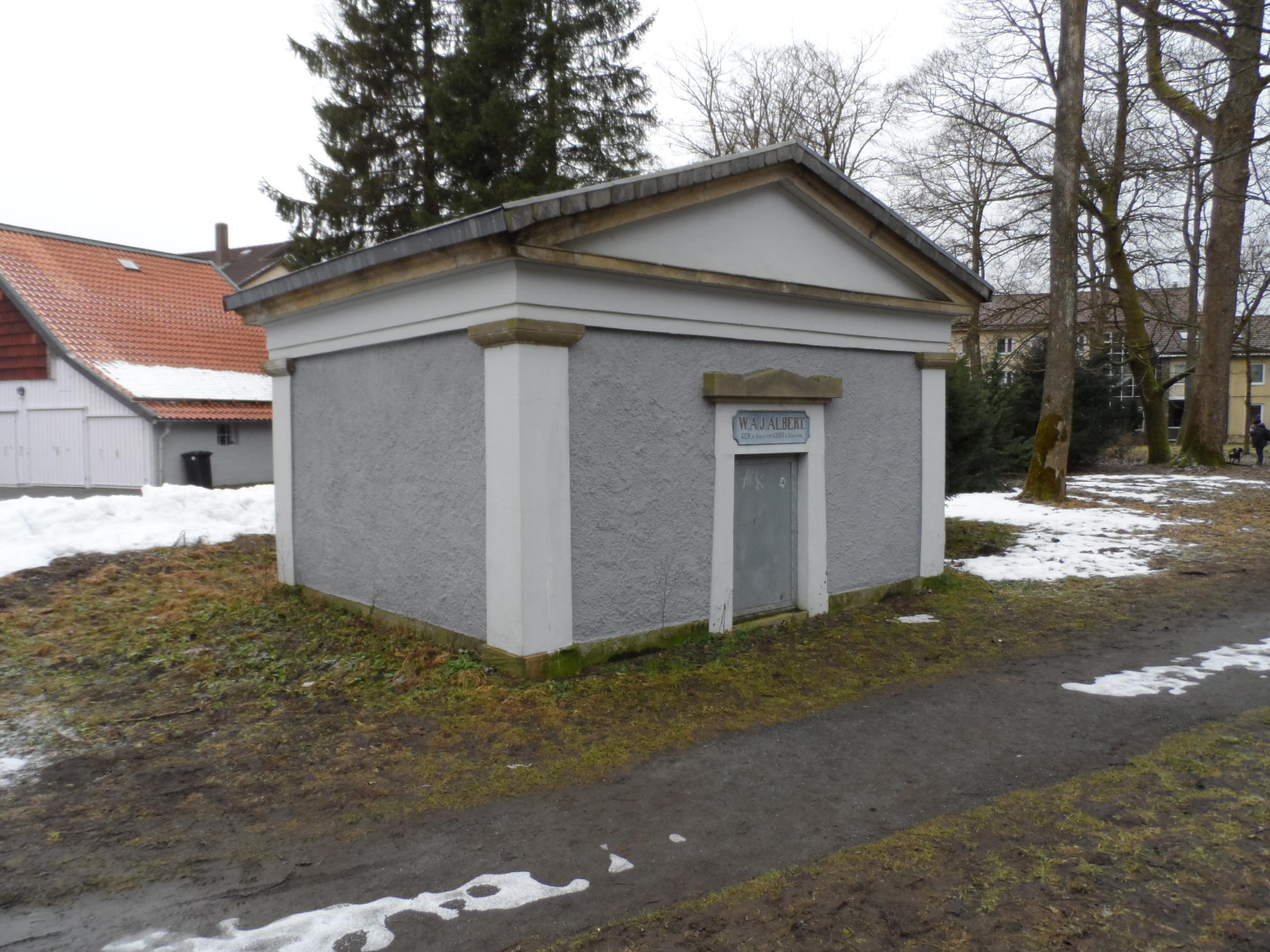
Alberts Mausoleum in Clausthal

- Kommandeur-Kreuz 2. Klasse des Guelphen-Ordens[3]
- Alberts Grabstätte auf dem Alten Clausthaler Friedhof wurde 1934 im Zuge der 100-Jahr-Feier zur Erfindung des Drahtseils zu einem kleinen Mausoleum umgestaltet.
- In Clausthal-Zellerfeld existieren die „Oberbergrat-Albert-Schule“ und die Julius-Albert-Straße.

## Porträt
- Ein Ölgemälde mit dem Porträt des Berghauptmannes findet sich im Oberharzer Bergwerksmuseum in Clausthal-Zellerfeld.[5]

## Schriften
- Die Anfertigung von Treibseilen aus geflochtenem Eisendrath / von dem Königl. Grossbrit. Hannöv. Ober-Bergrath Herrn Albert zu Clausthal. In: Archiv für Mineralogie, Geognosie, Bergbau und Hüttenkunde, Bd. 8.1835, 2, Berlin: Reimer, 1835, S. 418–428
- Resultate der Bergwerks-Verwaltung des Hannoverschen Oberharzes in den Jahren 1831–1836 / von Herrn Ober-Bergrath Albert zu Clausthal. In: Archiv für Mineralogie, Geognosie, Bergbau und Hüttenkunde, Berlin: Reimer, Bd. 10.1837, 1, S. 3–26
- Ueber Treibseile am Harz / von Herrn Ober-Bergrath Albert zu Clausthal. In: Archiv für Mineralogie, Geognosie, Bergbau und Hüttenkunde, Bd. 10.1837, Heft 1, Berlin: Reimer, 1837, S. 215–234